# Plankensloot

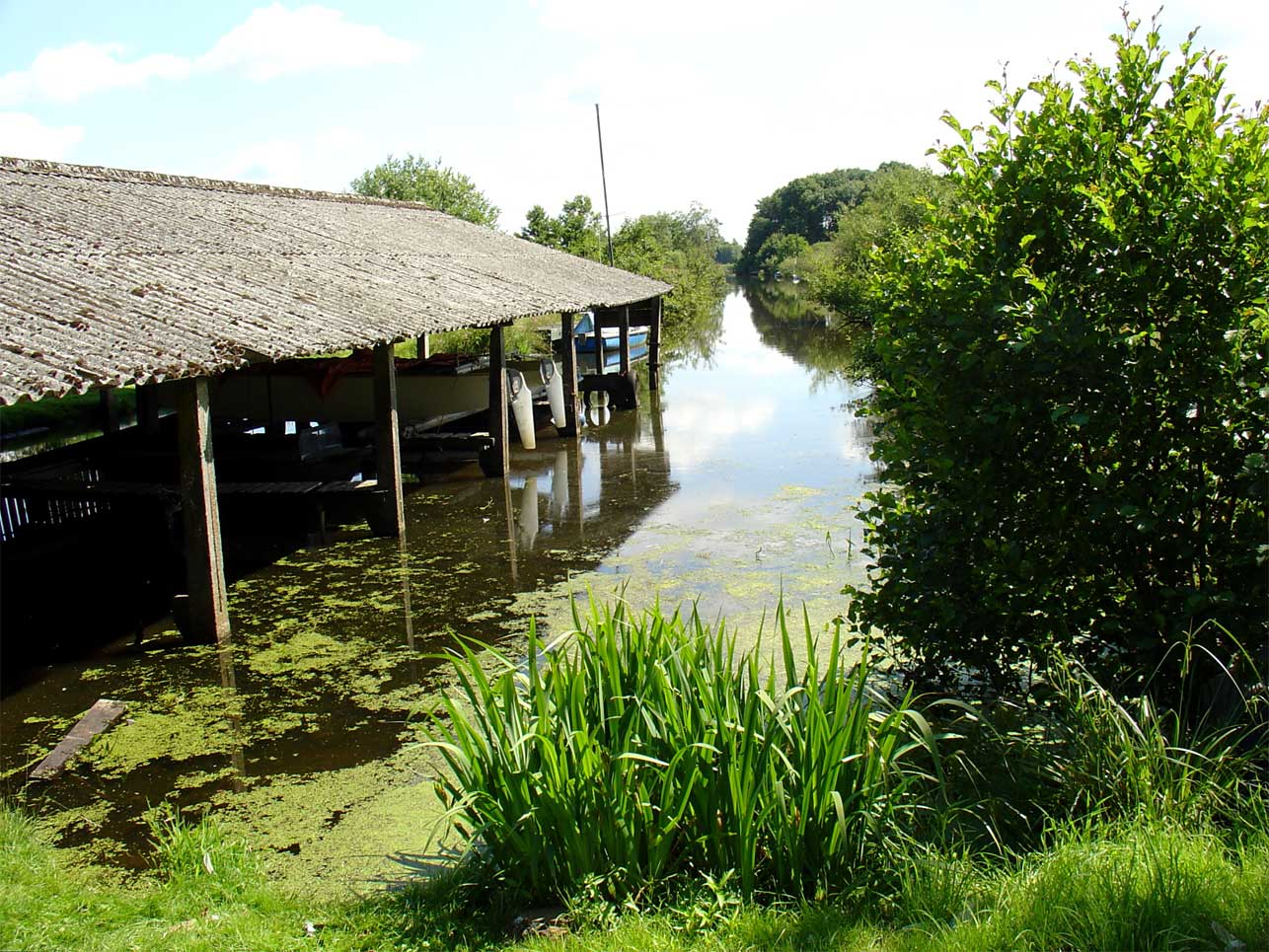
Plankensloot, een van de oudste gegraven vaarwegen van Drenthe

De Plankensloot (Gronings: Planksloot) is een voormalige buurtschap in de gemeente Tynaarlo.
De Plankensloot heeft een gelijknamige watergang, een van de oudste gegraven vaarwegen van Drenthe. Deze ligt ten noorden van Zuidlaren en verbindt Midlaren met het Zuidlaardermeer.
Bij Plankensloot heeft in de vroege middeleeuwen een nederzetting gelegen, die in de 6e eeuw moet zijn verlaten. Tijdens opgravingen zijn veel graven gevonden, wat erop kan wijzen dat hier ook de doden van de noordelijker gelegen nederzetting bij De Bloemert werden begraven.

## Naam
De naam is mogelijk een verwijzing naar de diverse houtzaagmolens die hier voor 1908 stonden. De sloot werd daarbij gebruikt om hout te wateren (vergelijk: balkengat). Een andere mogelijke verklaring is dat de sloot genoemd is naar de veerman en schipper, Harmen van Plancken.
Dorpen: Bunne · De Groeve · De Punt · Donderen · Eelde · Eelderwolde · Midlaren · Oudemolen · Paterswolde (deels) · Taarlo · Tynaarlo · Vries · Winde · Yde · Zeegse · Zeijen · Zuidlaarderveen · Zuidlaren (Schuilingsoord · Westlaren)

Buurtschappen: Bokkenstreek · Bruilweering (deels) · Halfweg · Luchtenburg · Oosterbroek · Plankensloot · Schelfhorst · Zuideinde

Drenthe: Steden en dorpen      Nederland: Provincies · Gemeenten